# HD 170479
HD 170479，又名CD-3313281，SAO 210257、HR 6936，是一颗恒星，视星等为5.34，位于銀經1.11，銀緯-10.49，其B1900.0坐标为赤經18h 24m 31.2s，赤緯-33° -10.49′ 19″。